# نيكولاس فيليبرت
نيكولاس فيليبرت (من مواليد 10 يناير 1951) هو مخرج وممثل سينمائي فرنسي.